# 2014年世界园艺博览会
2014年世界园艺博览会，简称青岛世园会，是拟定在2014年4月至10月于中国山东省青岛市李沧区举行的世界园艺博览会，是华东地区首个正式获得国际园艺生产者协会 (AIPH / IAHP) 及国际展览局 (BIE) 认证授权举办的A2/B1级世界园艺博览会。此次世园会是由中国国家林业局、中国国际贸易促进委员会、中国花卉协会、山东省人民政府主办，青岛市人民政府承办。

## 筹备

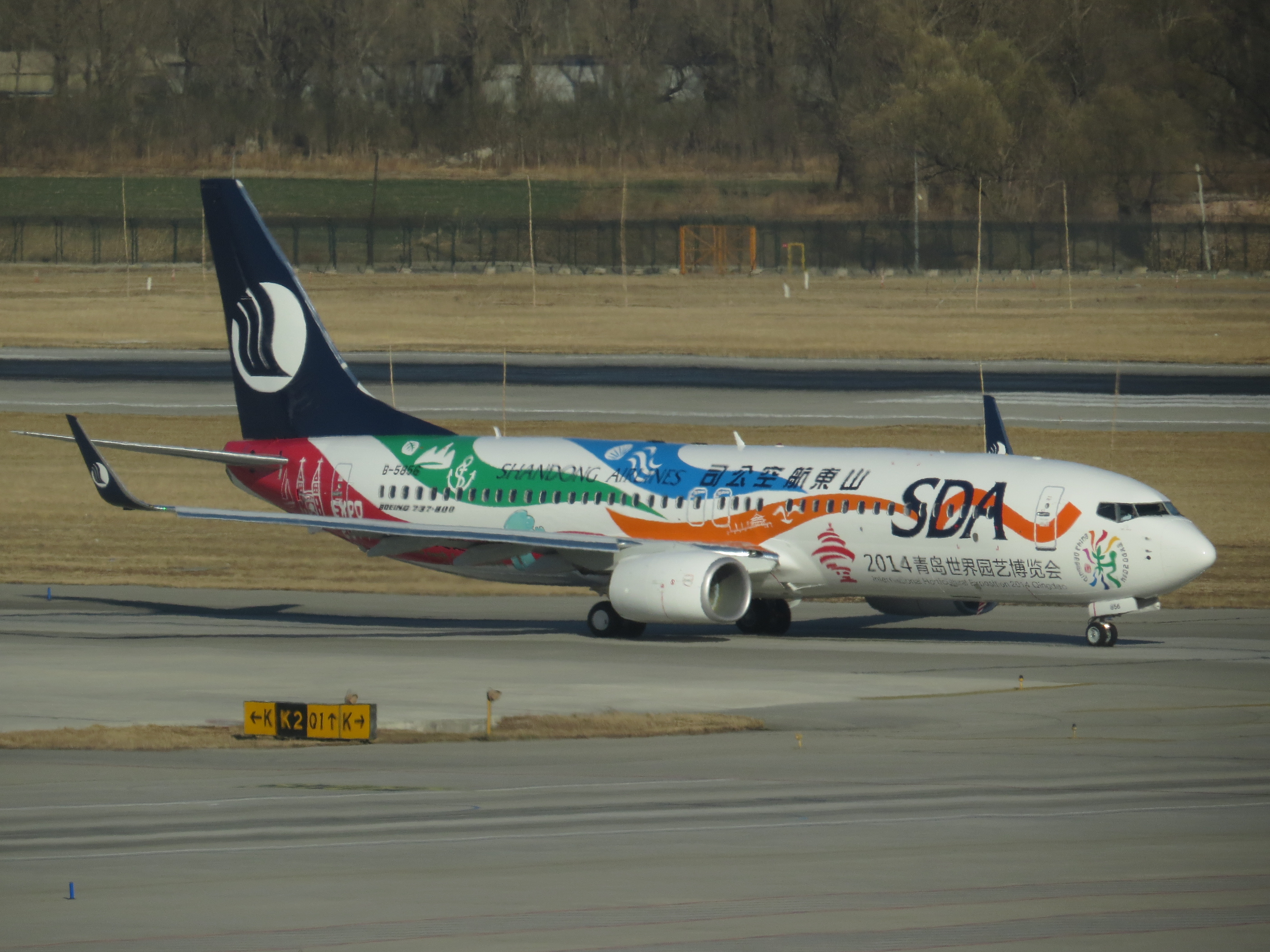
山东航空的一架波音737-800披上宣传青岛世园会的彩绘涂装

2009年9月12日至18日，国际园艺生产者协会会员大会原则通过青岛举办2014年世界园艺博览会。11月13日，《2014年世界园艺博览会举办权确认书》递交仪式在青岛举行，协会主席杜克·法博 (Doeke Faber) 将确认书递交给青岛市市长夏耕，标志着青岛世园会申办工作结束，承办工作正式启动。

## 设计选址
世园会规划总面积2.41平方千米，涉及李沧、崂山、城阳三区，主展区选址李沧区九水路街道毕家上流社区百果山水库周边，围绕约800平方米的水面建设。中国城市规划设计研究院的韩炳越认为该选址从专业角度讲，山水的结合，展园的用地范围坡度比较平坦，而且山林区正好可做背景的山林，这样形成一个大的环境；从园艺专业角度，背山向阳可以形成很好的气候条件，利于各种植物花卉的生长。同时，该设计还与青岛文化相结合，与山海相结合，利用山上较多的制高点，在制高点设置观景平台，在观景塔上往东可看到大海，背面是崂山，和崂山道教相结合，这样游人和山海建立起一个很好的联系。

## 总体规划
世园会总体规划统筹了办园的需求和后续的利用，结合水库、河流、山地、林地等自然空间，形成了“一轴七片”的总体空间格局。总体布局可以概括为：天女散花、天水地池子、七彩飘带。

## 近況
2019年7月，青島世界園藝博覽會景區被揭發嚴重荒廢，經傳媒報導後，景區負責人承諾兩個月內回復到4A級景區標準。

## 关连项目
- 世界博览会
- 世界园艺博览会
- 中国花卉博览会

## 外部連結
- 國際園藝家協會（AIPH）（页面存档备份，存于）（英文）
- 國際展覽局（BIE）（页面存档备份，存于）（英文）（法文）